# Chiromantis petersii
Chiromantis petersii е вид жаба от семейство Rhacophoridae. Видът не е застрашен от изчезване.

## Разпространение
Разпространен е в Кения и Танзания.